# Filip Ulfsson (Ulv)
Filip Ulfsson (Ulv), riddare och svenskt riksråd, son till Ulf Karlsson (Ulv).

## Biografi
Filip Ulfsson (Ulv) var son till riddaren, riksrådet och drotsen Ulf Karlsson (Ulv) och en Karlsdotter (Lejonbalk). Han nämns första gången 1296 och blev mellan 1296–1303 riddare. Dubbad till riddare antingen vid konung Birgers bröllop 1298 eller vid dennes kröning 1302. Filip Ulfsson var från 1305 till 1322 riksråd och troligen till 1333.

### Egendom
Filip Ulfsson bodde på Långnäs i Kättilstads socken. Han ägde landbohemman i Bobergs härad, Göstrings härad, Lysings härad och Memmings härad i Östergötland, Norra Vedbo härad och Sevede härad i Småland, Bro härad, Norunda härad, Rasbo härad och Åkers skeppslag i Uppland, Öknebo härad i Södermanland och Själland i Danmark.

### Familj
Filip Ulfsson gifte sig första gången med en dotter eller släkting till riddaren och riksrådet Karl Gustavsson (2 korslagda stavliljor). De fick tillsammans barnen riddare, riksrådet Ulf Filipsson Ulv (1319-1350) åt Magnus Eriksson, väpnaren Karl Filipsson (1320-1333), riddaren Johan Filipsson (död mellan 1336–1340), Ingrid Filipsdotter som troligen var gift med riksrådet Ragvald Magnusson (Lejonbalk) och riddaren Karl Bengtsson (Oxhuvud).
Han gifte sig andra gången med Gödelin Gotskalksdotter, dotter till riddaren Gotskalk van Kyren. De fick tillsammans barnen Märta Filipsdotter som var gift med Mats Håkansson (Bergkvaraätten), Eggard Filipsson, Margareta Filipsdotter, Magnus Philippusson riddare, riksråd, justitiarius Bengt Filipsson (Ulv) (1341-1381), Erik Filipsson och en dotter som var gift med Karl Haraldsson (Stubbe).